# De koning van Bananopia
De koning van Bananopia is het 271e stripverhaal van Jommeke. De reeks wordt getekend door Studio Jef Nys. Het album verscheen op 6 augustus 2014.

## Verhaal
Vijf jaar geleden leed zeiler Paulus schipbreuk in de Zuid-Chinese Zee. Hij overleeft ternauwernood zijn schipbreuk en komt terecht op een onbewoond eiland in de buurt van Borneo. Op goed geluk stopt Paulus een noodbriefje in een fles en werpt het flesje in de zee. Op het eiland ontmoet hij reeds vlug verschillende Neusapen die hem vertrouwen en met hem bevriend worden.
De jaren gaan voorbij en talloze zoekacties hebben niets opgeleverd. Paulus, de broer van de vader van Filiberke, is verdwenen. Wanneer Jommeke en Filiberke, bij de grootouders van Filiberke, iets eten valt plots een fles uit de lucht afkomstig van een oude eend. Verbazing alom. De fles bevat een noodbriefje van de verdwenen schipbreukeling. Jommeke en zijn vrienden vertrekken meteen richting Chinese Zee. De zoektocht begint.
Geen spoor van Paulus te bekennen. Tot wanneer ze een kolonie neusapen ontmoeten. De vriendelijke apen helpen Jommeke en zijn vrienden. Een ontroerend weerzien en uitwisselen van de belevenissen van de voorbije jaren vullen de daarop volgende momenten. Plots merkt Jommeke de vliegende bol op. Een neusaap heeft het voor elkaar gekregen om met het tuig op te stijgen. Door tussenkomst van Flip komt de vliegende bol veilig aan de grond. Paulus vertelt intussen dat hij tijdens zijn jarenlang verblijf de neusapen allerlei vaardigheden heeft aangeleerd. Ze kunnen koken, muziek maken, sporten en nog veel meer. Uiteindelijk besluit Paulus om mee terug te keren naar de bewoonde wereld.
Enkele weken later worden de neusapen opgeschrikt door het lawaai van kettingzagen. In paniek neemt één neusaap het initiatief en gaat op zoek naar zijn goede vriend, Paulus. Hij slaagt erin om het dorp van Jommeke te bereiken. Snel wordt duidelijk dat er op Bananopia, zo heeft Paulus zijn eiland gedoopt, iets niet in orde is. Met zijn allen gaan ze richting Bananopia. Het eiland blijkt door een zakenman opgekocht te zijn en die wil er een palmolieplantage maken. Om de boosdoeners te verdrijven kruipt Filiberke in een boomkostuum en tracht de houthakkers te verdrijven. Zo verspreiden ze via een spuitapparaatje een  onaangenaam geurtje. Dit is een soort boomgroeimiddel. De houthakkers ontwikkelen een tijdelijke boomgroei op hun hoofd en slaan uit angst op de vlucht. De zakenman laat zich echter niet zomaar afschepen en probeert met een list alles toch nog in zijn voordeel te keren. Gelukkig zijn er nog Flip en de oma van Filiberke om alles onder controle te krijgen.